# Рахимкули
Рахимкули хан (1804—1845), годы правления 1842—1845, шестой правитель из узбекской династии кунгратов в Хивинском ханстве.

## Биография
23 ноября 1842 года после смерти Аллакулихана (1825—1842) к власти в Хивинском ханстве пришел его сын Рахимкули.

## Внутренняя политика
При правлении Рахимкули-хана в стране сохранялась политическая стабильность. Он продолжал политику по восстановлению экономики страны.

## Внешняя политика
При правлении Рахимкули-хана поддерживались дипломатические отношения с Россией, Османской империей, Ираном, Афганистаном.
27 декабря 1842 года Рахимкули-хан поставил свою печать на «обязательном акте» с Россией. Этот акт, по существу, был первым и единственным договором между Российской империей и Хивинским ханством.
В мае 1843 года посланец хивинского хана Мухаммад Амин Аваз Бердыев прибыл в Санкт-Петербург ко двору императора Николай I..
В эпоху правления Рахимкули-хана в Хиве творили такие поэты как Роджих, Дилавар, Саид Мирза Джунайд, Мирза Масихо. Историк Агахи писал историю Хорезма.

## Смерть
После смерти Рахимкули-хана власть в Хорезме перешла к его сыну Мухаммад Амин-хану (1845—1855).